# Led Zeppelin
Led Zeppelin là một ban nhạc rock người Anh được thành lập tại London vào năm 1968. Ban nhạc bao gồm tay guitar chính Jimmy Page, giọng ca Robert Plant, tay guitar bass và keyboard John Paul Jones, tay trống John Bonham. Những âm thanh mạnh mẽ của guitar, bắt nguồn từ nhạc blues và cả tính phiêu diêu trong những album đầu tiên của họ, được coi là khởi nguồn cho âm nhạc heavy metal, cho dù âm nhạc của họ được xây dựng từ rất nhiều thể loại khác nhau, điển hình là giai điệu folk và blues.
Sau khi đổi tên nhóm từ New Yardbirds vào năm 1968, Led Zeppelin ký hợp đồng với hãng Atlantic Records với điều khoản hoạt động nghệ thuật tự do. Cho dù ban đầu chỉ nhận được những đánh giá khá dè dặt, họ vẫn có được thành công thương mại lớn từ các album Led Zeppelin (1969), Led Zeppelin II (1969), Led Zeppelin III (1970), album thứ tư vô danh (1971), Houses of the Holy (1973) và Physical Graffiti (1975). Album thứ tư của họ với ca khúc "Stairway to Heaven" trở thành một trong những sản phẩm xuất sắc và có ảnh hưởng nhất lịch sử nhạc rock, góp phần giúp họ củng cố sự nổi tiếng của mình.
Jimmy Page là người sáng tác hầu hết các ca khúc cho Led Zeppelin, đặc biệt trong thời kỳ đầu của nhóm, trong khi Robert Plant chủ yếu phụ trách phần ca từ. Khả năng chơi keyboard trong các sáng tác của John Paul Jones sau này trở thành hạt nhân trong các hoạt động của ban nhạc khi nó ngày một mang tính trải nghiệm hơn. Nửa sau sự nghiệp của họ chứng kiến nhiều tour diễn phá kỷ lục liên tiếp, giúp họ có thêm những ghi nhận đáng kể về doanh thu cũng như bê bối. Cho dù ban nhạc vẫn có được doanh thu và thành công ổn định, sản phẩm cũng như lượng tour diễn của họ giảm dần về cuối thập niên 1970, và ban nhạc liền tuyên bố tan rã sau khi John Bonham qua đời vì ngộ độc rượu vào năm 1980. Trong những thập kỷ tiếp theo, các thành viên còn lại của Led Zeppelin theo đuổi những dự án riêng, đôi lúc tham gia vào các hoạt động tái hợp ban nhạc vào một vài thời điểm nhất định. Lần tái hợp thành công nhất của họ chính là buổi diễn tưởng niệm Ahmet Ertegun tại London vào năm 2007 với Jason Bonham thay thế cha trong vai trò tay trống của ban nhạc.
Led Zeppelin được coi là một trong những ban nhạc rock thành công và có ảnh hưởng nhất lịch sử âm nhạc. Họ cũng là một trong những nghệ sĩ âm nhạc bán đĩa nhạc chạy nhất mọi thời đại; nhiều nguồn khác nhau ước tính doanh thu kỷ lục của nhóm là 200 đến 300 triệu bản trên toàn thế giới. Với doanh số 111,5 triệu bản được RIAA chứng nhận, họ là ban nhạc bán chạy thứ ba và nghệ sĩ bán chạy thứ năm ở Mỹ. Cả chín album phòng thu của họ đều có mặt trong top 10 của Billboard 200, và sáu trong số đó đạt vị trí quán quân. Tạp chí Rolling Stone miêu tả họ là "ban nhạc mạnh mẽ nhất lịch sử", "ban nhạc vĩ đại nhất thập niên 1970" và "hiển nhiên là ban nhạc trường tồn nhất lịch sử nhạc rock". Led Zeppelin được xướng danh tại Đại sảnh Danh vọng Rock and Roll vào năm 1995 với lời tựa coi họ là nghệ sĩ có ảnh hưởng lớn nhất thập niên 1970 như The Beatles trong thập niên 1960.

## Lịch sử

### Thành lập

Logo chính thức của ban nhạc, được sử dụng từ năm 1973

Năm 1966, tay guitar tự do nổi tiếng ở London, Jimmy Page, chính thức gia nhập The Yardbirds, thay thế Paul Samwell-Smith. Page nhanh chóng chuyển từ chơi bass sang lead, tạo nên bộ đôi song tấu cùng Jeff Beck. Sau khi Beck chia tay nhóm vào tháng 10 cùng năm, ban nhạc vì quá mệt mỏi do thường xuyên đi tour và thu âm nên bắt đầu chùng xuống. Page muốn thành lập một siêu ban nhạc mới với Beck chơi guitar, Keith Moon chơi trống và John Entwistle chơi bass. Hai ca sĩ Steve Winwood và Steve Marriott đều được nhắm tới cho dự án. Ban nhạc này không bao giờ trở thành hiện thực, cho dù Page, Beck và Moon đã cùng nhau thu âm một ca khúc vào năm 1966 có tên "Beck's Bolero" với tay bass John Paul Jones.
The Yardbirds trình diễn lần cuối tại Trường đại học công nghệ Luton vào tháng 7 năm 1988 ở Bedfordshire. Họ vẫn còn lịch đi diễn tại vùng Scandinavia, vậy nên tay trống Jim McCarty và ca sĩ Keith Relf cho phép Page và cây bass Chris Dreja sử dụng tên "The Yardbirds" để hoàn tất tour diễn. Page và Dreja bắt đầu đi tìm đội hình mới. Lựa chọn đầu tiên của Page là ca sĩ Terry Reid, nhưng Reid từ chối và giới thiệu Robert Plant – ca sĩ của nhóm Band of Joy. Plant chấp nhận lời đề nghị, nhưng yêu cầu mang theo tay trống John Bonham. Jones theo lời gợi ý của vợ đã tới thế chỗ của Dreja sau khi anh này quyết định theo nghiệp nhiếp ảnh gia. Page vốn quen biết Jones từ những buổi thu âm trước đó nên ngay lập tức chấp nhận anh vào vị trí còn thiếu của ban nhạc.
Cả bốn thành viên cùng nhau chơi nhạc lần đầu tiên tại một căn phòng ở phố Gerrard, Luân Đôn. Page gợi ý họ chơi thử bài "Train Kept A-Rollin'" là bản jump blues được Johnny Burnette chơi theo kiểu rockabily và sau này cũng được The Yardbirds hát lại. "Ngay khi tôi nghe Bonham chơi", John nhớ lại, "tôi biết nó sẽ trở nên rất tuyệt... Chúng tôi quyết định sát cánh với nhau ngay lập tức." Trước khi đi Scandinavia, họ cùng nhau tham gia thu âm album Three Week Hero của P.J. Proby. Ca khúc "Jim's Blues" với Plant chơi harmonica chính là ca khúc đầu tiên được thu âm bởi bốn thành viên chính thức của Led Zeppelin.

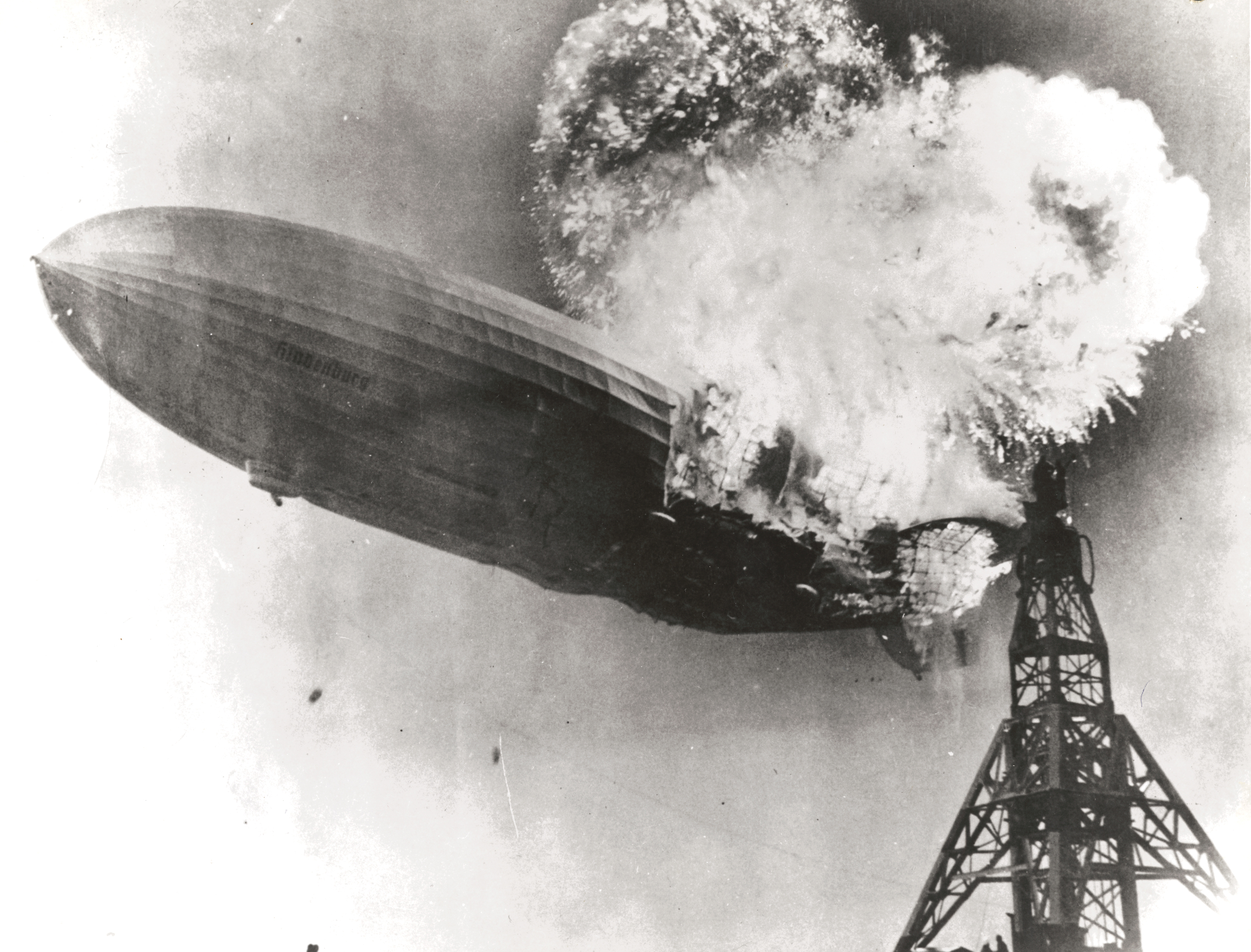
Thảm họa Hindenburg năm 1937 với ảnh chụp chiếc tàu bay LZ 129 Hindenburg bốc cháy chính là phần bìa album đầu tay của ban nhạc

Ban nhạc hoàn tất tour diễn Scandinavia dưới tên New Yardbirds, cùng nhau trình diễn lần đầu tại câu lạc bộ Gladsaxe, Đan Mạch ngày 7 tháng 9 năm 1968. Tới cuối tháng, họ bắt đầu thu âm album đầu tay, chủ yếu dựa vào kinh nghiệm thu âm trực tiếp. Album được thu và hoàn tất trong chín ngày, và Page chịu toàn bộ kinh phí. Ngay sau khi album hoàn chỉnh, ban nhạc buộc phải đổi tên sau khi Dreja gửi bức thư nhấn mạnh rằng cái tên "New Yardbirds" chỉ được phép sử dụng cho chuyến lưu diễn vùng Scandinavia. Cái tên được lựa chọn là câu nói của Moon và Entwistle từ lúc ý tưởng thành lập siêu ban nhạc cùng Page và Beck khi họ không muốn trở thành một "khí cầu hàng đầu" – một cách ví von ẩn dụ khác về thất bại thảm hại. Họ quyết định bỏ chữ "a" trong từ "lead" theo lời gợi ý của quản lý Peter Grant nhằm tránh mọi vấn đề liên quan tới cụm từ này. Từ "khí cầu" cũng được thay thế bằng từ "zeppelin" mà theo nhà báo Keith Shadwick, nó mang "sự kết hợp hoàn hảo giữa khái niệm nặng và nhẹ, giữa sự bùng cháy và uyển chuyển" trong tâm trí của Page.
Tháng 11 năm 1968, Grant giúp ban nhạc kiếm được bản hợp đồng trị giá 143.000 đô la Mỹ (USD) với Atlantic Records, một con số lớn chưa từng có đối với một ban nhạc mới thành lập. Atlantic vốn có nhiều thành công với những nghệ sĩ blues, soul và jazz song tới cuối thập niên 1960, họ bắt đầu quan tâm hơn tới làn sóng progressive rock. Thực tế hãng thu âm đã đồng ý ký hợp đồng với Led Zeppelin dù chưa từng gặp mặt họ. Theo hợp đồng, ban nhạc có toàn quyền trong việc quyết định thu âm hay đi tour, và họ có tiếng nói cuối cùng trong nội dung và thiết kế của mỗi album. Họ cũng có quyền quyết định hình thức quảng bá cũng như lựa chọn ca khúc nào làm đĩa đơn. Sau đó, họ thành lập nên công ty riêng có tên Superhype nhằm giữ toàn bộ bản quyền các sáng tác.

#### Những năm đầu: 1968–1970
Ban nhạc bắt đầu tour diễn đầu tiên của mình vòng quanh nước Anh từ ngày 4 tháng 10 năm 1968 dưới tên New Yardbirds, và tên gọi Led Zeppelin chỉ được sử dụng tại buổi diễn ở Trường đại học Surrey ở Battersea ngày 25 tháng 10. Quản lý tour Richard Cole – người sau này đóng vai trò quan trọng trong việc lưu diễn của nhóm – đã thiết kế tour diễn tại Bắc Mỹ đầu tiên của ban nhạc vào cuối năm. Album đầu tay của họ, Led Zeppelin, được phát hành trong chuyến đi tour này vào ngày 12 tháng 1 năm 1969 và đạt vị trí số 10 tại Billboard; tại Anh, tác phẩm giành vị trí số sáu. Theo cây bút Steve Erlewine, những đoạn guitar riff khó quên, nhịp mạch lạc, psychedelic blues, tính blues và groove ngẫu hứng pha trộn với nhạc folk của Anh mà album đem tới đã tạo ra "bước ngoặt quan trọng cho sự phát triển của hard rock và heavy metal."
Trong năm đầu tiên, Led Zeppelin hoàn tất 4 tour diễn tại Anh và Mỹ, rồi cho phát hành album phòng thu thứ 2 Led Zeppelin II. Hầu hết các ca khúc được thu âm tại các phòng thu dọc đường ở Bắc Mỹ, giúp họ có được thành công thương mại vượt trội so với album đầu tiên, khi giành vị trí quán quân ở cả Anh và Mỹ. Album tiếp tục phát triển phong cách blues rock, tạo nên thứ âm thanh "mạnh mẽ và dữ dội, cục cằn và trực diện" tạo nên ảnh hưởng vô cùng lớn và sau đó được thường xuyên mô phỏng lại. Steve Waksman cho rằng Led Zeppelin II chính là "điểm khởi đầu của heavy metal".
Ban nhạc muốn mỗi album là một khối thống nhất, với đầy đủ trải nghiệm về nghe nhạc chứ không phải một bản biên tập các ca khúc đi kèm với đĩa đơn. Grant vẫn giữ quan điểm sản xuất album cứng rắn, đặc biệt là ở Anh, khi chỉ dành cho một vài đài phát thanh và truyền hình chuyên về nhạc rock. Dù không có sự đồng ý của ban nhạc, một số ca khúc vẫn được phát hành dưới dạng đĩa đơn ở Mỹ. Năm 1969, ấn bản chỉnh sửa của "Whole Lotta Love" – ca khúc ở album thứ 2 – được chính thức trở thành đĩa đơn tại Mỹ. Ca khúc đạt vị trí số 4 tại Billboard vào tháng 1 năm 1970 với hơn 1 triệu bản và xây dựng nên tên tuổi vững chắc cho ban nhạc. Họ cũng ngày một lảng tránh việc xuất hiện trên truyền hình, cho rằng họ quan tâm hơn tới việc khán giả tới nghe họ như thế nào tại các buổi trình diễn trực tiếp.
Sau khi cho phát hành album thứ 2, Led Zeppelin liên tục đi tour tại Mỹ. Ban đầu họ chỉ diễn tại các hôp đêm và vũ trường, nhưng dần chuyển tới những tụ điểm đông khán giả hơn. Những buổi diễn đầu tiên của họ kéo dài tới hơn 4 giờ, với những phần mở rộng và ngẫu hứng hơn so với bản thu âm. Rất nhiều buổi diễn đó đã được ghi lại trong các tuyển tập bootleg. Cũng trong thời kỳ đi tour dày đặc này mà ban nhạc bắt đầu đón nhận nhiều lời đồn đại bên ngoài sân khấu.
Năm 1970, Page dọn tới Bron-Yr-Aur, một trang trại nhỏ ở xứ Wales để bắt đầu thu âm album Led Zeppelin III. Thành quả thu được là thứ âm nhạc mộc hơn với nhiều ảnh hưởng từ nhạc folk và âm nhạc Celtic, minh chứng cho tính đa dạng của ban nhạc. Tính acoustic của album nhận được nhiều phản ứng trái chiều, vì giới chuyên môn và khán giả đều cảm thấy bất ngờ khi ban nhạc bỗng quay lưng lại với những hòa âm điện trong 2 album trước, dẫn tới việc ban nhạc trở thành chủ đề chỉ trích của nhiều tờ báo âm nhạc. Cho dù cũng đạt vị trí quán quân ở Anh và Mỹ, song đây là album tại vị ngắn ngủi nhất trong số 5 album đầu tiên của họ. Ca khúc mở đầu "Immigrant Song" trở thành đĩa đơn tại Mỹ vào tháng 11 năm 1970 dù ban nhạc không hề mong muốn, sau đó lọt vào top 12 của bảng xếp hang Billboard.

#### "Ban nhạc xuất sắc nhất thế giới": 1971–1975

Bộ tứ biểu tượng tượng trưng lần lượt cho Page, Jones, Bonham và Plant trên phần bìa của album thứ tư của ban nhạc

Tới thập niên 1970, Led Zeppelin đạt đến nấc thang mới trong thành công thương mại cũng như chuyên môn, đưa họ trở thành một trong những nghệ sĩ ảnh hưởng nhất thời điểm đó, vượt qua cả những thành tựu trước đó của họ. Hình ảnh của họ cũng có nhiều thay đổi lớn khi các thành viên sử dụng những trang phục cầu kỳ, màu sắc và tỉ mỉ hơn. Ban nhạc cũng sử dụng chiếc Boeing 720 làm chuyên cơ riêng (được đặt tên là The Starship), thường đặt trọn gói toàn bộ khách sạn (trong đó có khách sạn Continental Hyatt House, nay là Andaz West Hollywood ở Los Angeles, còn được đặt biệt danh "Riot House") và thường xuyên xuất hiện trong các câu chuyện về lối sống trụy lạc. Một trong số đó là chuyện Bonham lái xe máy dọc hành lang của Riot House, trong khi câu chuyện khác kể lại việc họ làm hỏng toàn bộ căn phòng tại Hilton Hotels & Resorts ở Tokyo, dẫn tới việc họ bị cấm cửa tới hệ thống khách sạn này mãi mãi. Cho dù Led Zeppelin bị lên án nhiều vì hành vi làm bẩn phòng khách sạn hoặc vứt tivi qua cửa sổ phòng, có nhiều ý kiến cho rằng tất cả đều là thêu dệt. Theo nhà báo Chris Welch, "những chuyến đi [của Led Zeppelin] luôn đem theo nhiều câu chuyện, nhưng có vẻ mọi người bị ám ảnh rằng ban nhạc chỉ biết nghịch ngợm phá phách và ham vui dâm dục."

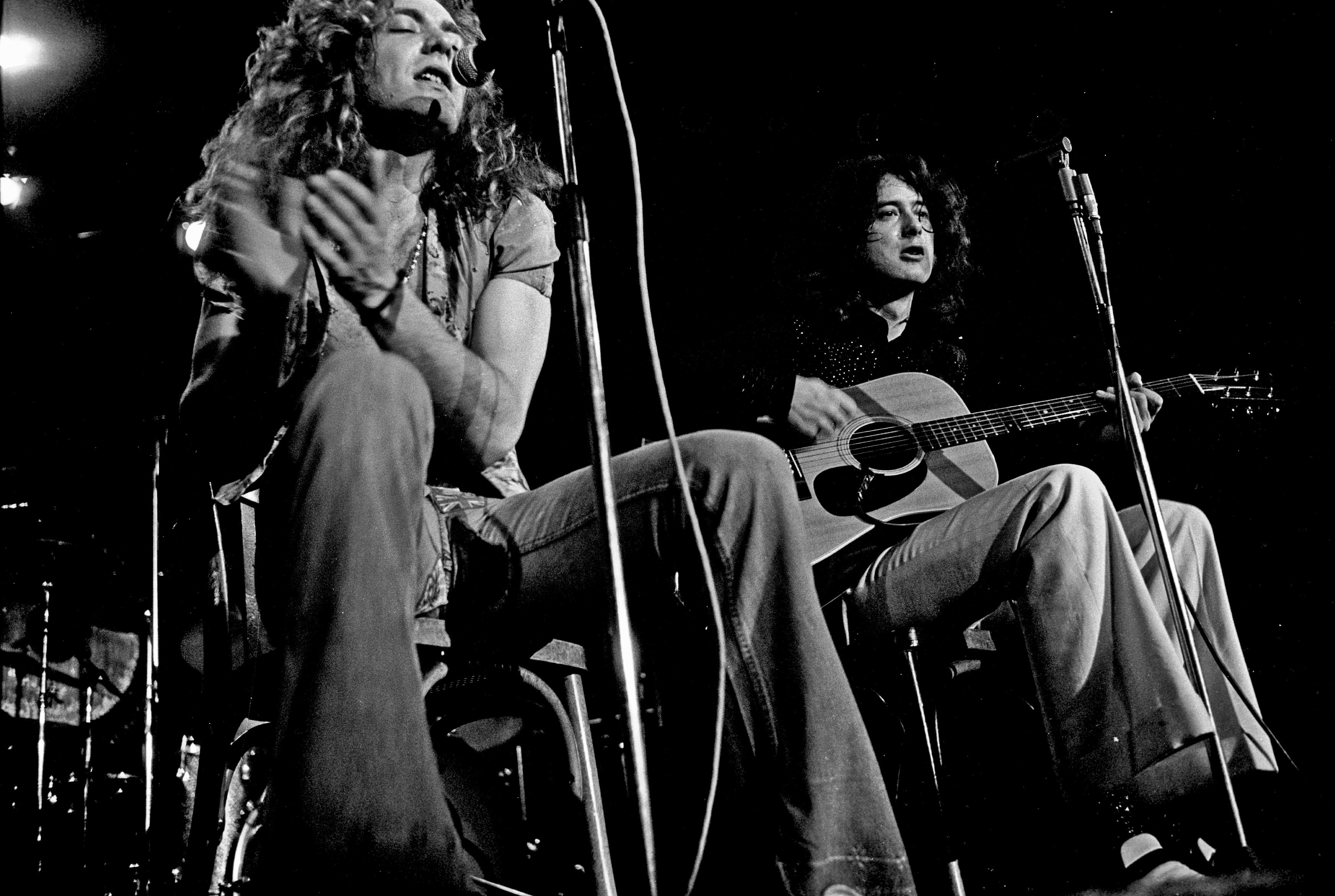
Plant và Page trình diễn trên sân khấu tại Hamburg tháng 3 năm 1973

Led Zeppelin cho phát hành album thứ tư vào ngày 8 tháng 11 năm 1971. Sau những phản hồi tiêu cực của giới chuyên môn, đặc biệt đối với Led Zeppelin III, ban nhạc lần này quyết định không đặt nhan đề cho album mới, cho dù để phân biệt người hâm mộ vẫn đặt tên cho nó là Led Zeppelin IV, Vô danh, IV, hoặc là theo bốn ký tự có trên phần bìa, là Bộ tứ biểu tượng, Zoso hay Ký tự. Ngoài việc không có nhan đề, phần bìa gốc cũng không đề tên ban nhạc thỏa theo mong muốn ẩn danh của họ và để tránh việc tò mò từ báo giới. Với hơn 37 triệu đĩa bán được, Led Zeppelin IV là một trong những album bán chạy nhất lịch sử, và bồi đắp vững chắc tên tuổi của ban nhạc như một trong những ngôi sao lớn nhất thập niên 1970. Tính tới năm 2006, đã có tới 23 triệu đĩa bán chỉ riêng ở Mỹ. Ca khúc "Stairway to Heaven" cho dù chưa bao giờ được phát hành dưới dạng đĩa đơn trở thành một trong những ca khúc được yêu cầu nhiều nhất và được phát nhiều nhất trên đài phát thanh AOR FM radio. Cả nhóm sau đó liền đi tour tại Anh, châu Đại Dương, Bắc Mỹ, Nhật Bản và trở lại Anh một lần nữa trong giai đoạn từ cuối năm 1971 tới đầu năm 1973.
Album tiếp theo của họ, Houses of the Holy, được ra mắt vào tháng 3 năm 1973. Album bao gồm nhiều trải nghiệm mới của ban nhạc khi họ bắt đầu sử dụng synthesizer và mellotron. Phần bìa màu cam chủ đạo, thiết kế bởi Hipgnosis, mang hình ảnh những trẻ em không mặc quần áo bò theo Con đường của người khổng lồ ở Bắc Ireland. Cho dù hình ảnh những đứa trẻ không hiện lên rõ ràng ở phần bìa, nó vẫn gây ra những tranh cãi khi mới ra mắt. Cũng giống như album thứ tư, ban nhạc không để tên hay nhan đề lên bìa của Houses of the Holy.
Houses of the Holy giành vị trí quán quân trên toàn thế giới, và tour diễn Bắc Mỹ sau đó của họ vào năm 1973 phá vỡ liên tiếp nhiều kỷ lục về quy mô tổ chức cũng như lượng khán giả tới xem. Tại sân vận động Tampa ở Florida, họ trình diễn trước 56.800 người hâm mộ, phá kỷ lục từ buổi trình diễn của The Beatles tại sân vận động Shea năm 1965 và thu về tới 309.000 USD. Ba buổi diễn cháy vé tại Madison Square Garden ở New York được quay lại thành phim tài liệu, song dự án The Song Remains the Same lại trì hoãn ngày phát hành tới tận năm 1976. Ngay trước buổi diễn cuối cùng, 180.000 USD tiền mặt mà nhóm kiếm được đã bị ăn trộm từ két sắt của khách sạn Drake, New York.

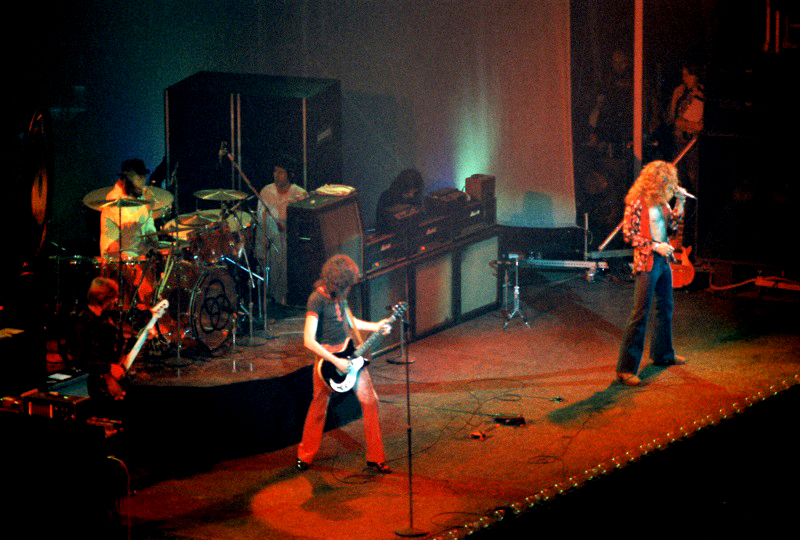
Led Zeppelin trình diễn tại sân vận động Chicago, Mỹ vào tháng 1 năm 1975

Năm 1974, Led Zeppelin tạm ngừng việc đi tour để tập trung thành lập nhãn đĩa riêng của mình có tên Swan Song Records, đặt tên theo nhan đề một ca khúc sắp ra mắt. Logo của hãng được phỏng theo bức vẽ Evening: Fall of Day (1869) của họa sĩ William Rimmer trong hình hài của thần Apollo. Logo này có thể được thấy trên nhiều đồ lưu niệm của ban nhạc, đặc biệt trên áo phông. Ngoài việc chọn Swan Song là công ty phát hành các sản phẩm của mình, hãng đĩa cũng ký thêm hợp đồng với nhiều nghệ sĩ lớn nhỏ, có thể kể tới Bad Company, The Pretty Things và Maggie Bell. Nhãn đĩa tương đối thành công trong thời gian Led Zeppelin tồn tại, song nhanh chóng tuyên bố đóng cửa chỉ ba năm sau khi ban nhạc tan rã.
Năm 1975, Led Zeppelin cho phát hành album-kép Physical Graffiti. Đây cũng là sản phẩm đầu tiên được phát hành dưới tên hãng Swan Song. Album bao gồm mười lăm ca khúc mà tám trong số đó được thu tại Headley Grange từ năm 1974, còn bảy ca khúc còn lại được thu âm thậm chí từ trước đó. Tạp chí Rolling Stone coi Physical Graffiti là "cuộc đánh cược vào sự tôn trọng nghệ thuật" của Led Zeppelin, và cho rằng những nhóm nhạc duy nhất cạnh tranh với họ danh hiệu "Ban nhạc rock xuất sắc nhất" chỉ có thể là The Rolling Stones và The Who. Album có được thành công vang dội về thương mại cũng như chuyên môn. Không lâu sau khi Physical Graffiti ra mắt, toàn bộ các album trước đó của ban nhạc đồng loạt xuất hiện trong top 200 của các bảng xếp hạng, và ban nhạc liền tiến hành đi tour Bắc Mỹ một lần nữa với việc sử dụng nhiều hiệu ứng âm thanh và ánh sáng chưa từng có. Tháng 5 năm 1975, Led Zeppelin bán hết vé 5 buổi diễn tại Earls Court ở London – vào thời điểm đó là trung tâm trình diễn lớn nhất nước Anh.

#### Giai đoạn đi tour gián đoạn và trở lại: 1975–1977
Sau thành công tại Earls Court, Led Zeppelin đi nghỉ và lên kế hoạch đi tour sau đó tại Mỹ, trong đó có 2 buổi diễn trong nhà tại San Francisco. Tháng 8 năm 1975, Plant cùng vợ Maureen gặp tai nạn xe hơi nghiêm trọng ở đảo Rhodes, Hi Lạp. Plant chỉ bị vỡ gót chân nhưng Maureen bị thương nặng, và chỉ may mắn mới có thể cứu sống được cô khi cô được truyền máu kịp thời. Không thể đi tour, Plant tới đảo Channel ở Jersey suốt tháng 8 và 9 để hồi phục với Bonham và Page hỗ trợ. Ban nhạc sau đó tập hợp tại Malibu, California. Trong thời gian gián đoạn bắt buộc này, họ đã tìm được những chất liệu cho album mới, Presence.
Led Zeppelin tiếp tục là tâm điểm chú ý của làng nhạc rock đương thời, giữ vững thành tích ban nhạc thành công nhất thế giới vượt trên cả The Rolling Stones. Presence được ra mắt vào tháng 3 năm 1976, đánh dấu việc âm thanh của Led Zeppelin mang tính trực diện hơn, nhiều guitar ngẫu hứng, với nhiều phần chơi acoustic và hòa âm phức tạp hơn so với các album trước. Album chỉ có được chứng chỉ Bạch kim, song lại nhận được những đánh giá rất trái chiều từ người hâm mộ cũng như báo chí, với nhiều ý kiến cho rằng ban nhạc đã tới giới hạn của chính mình. Page bắt đầu dùng heroin trong quá trình thu âm album này – một thói quen xấu ảnh hưởng tới chất lượng trình diễn trực tiếp và thu âm, cho dù bản thân Page luôn phủ nhận.
Vì chấn thương của Plant, Led Zeppelin không thể đi tour vào năm 1976. Thay vào đó, họ hoàn chỉnh được bộ phim The Song Remains the Same và cả bản soundtrack theo kèm. Bộ phim được công chiếu lần đầu tại New York ngày 20 tháng 10 năm 1976, tuy nhiên chỉ nhận được sự thờ ơ từ giới phê bình và người hâm mộ. Trái lại, bộ phim đặc biệt thành công ở Anh, nơi mà ban nhạc không đi tour từ năm 1975 vì các vấn đề thuế vụ, buộc họ phải vô cùng vất vả để thu hút lại được công chúng.

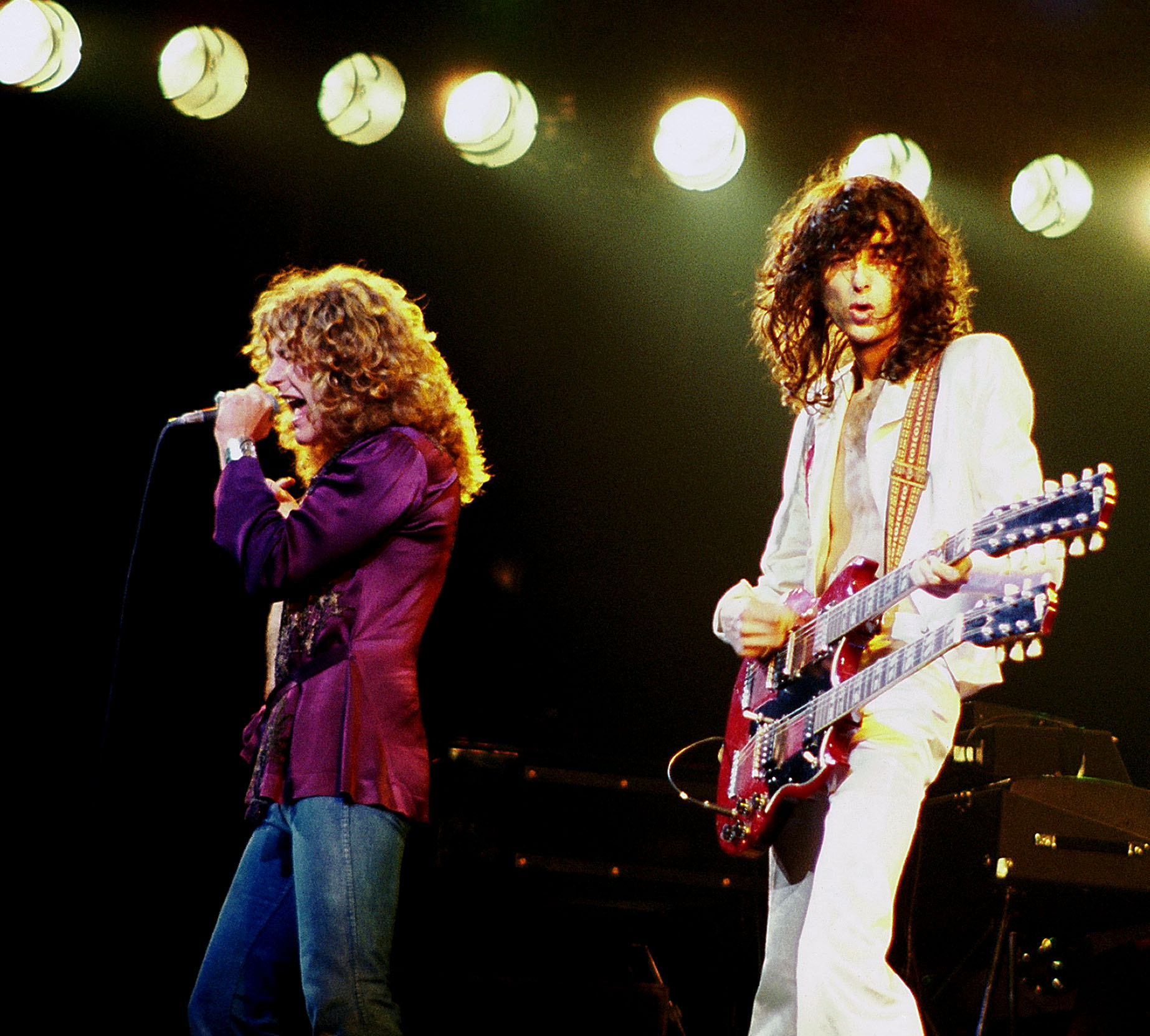
Plant và Page trên sân khấu Chicago năm 1977, trong khuôn khổ tour diễn cuối cùng của ban nhạc tại Mỹ

Năm 1977, Led Zeppelin trở lại đi tour vòng quanh Bắc Mỹ. Họ tiếp tục phá vỡ kỷ lục với lượng khán giả lên tới 76.229 trong buổi diễn ở Silverdome ngày 30 tháng 4. Theo Sách Kỷ lục Guinness, đây chính là buổi diễn có lượng khán giả lớn nhất từ trước tới nay. Tour diễn vô cùng thành công về doanh thu, song lại mắc phải nhiều vấn đề bên lề. Ngày 19 tháng 4, 70 người bị bắt giữ trong số 1.000 khán giả làm sập sân vận động Cincinnati Riverfront Coliseum tại hai buổi cháy vé ở đây, trong khi còn rất nhiều người khác cố gắng vào xem bằng việc dùng đá và chai lọ ném vỡ cửa kính. Ngày 3 tháng 6, buổi diễn ở sân vận động Tampa buộc phải rút ngắn vì cơn bão bất chợt ập đến, cho dù trên vé có ghi "Dù mưa hay nắng". Đám đông trở nên hỗn loạn, dẫn tới thương vong và nhiều vụ bắt giữ.
Sau buổi diễn ngày 23 tháng 7 trong khuôn khổ Liên hoan Day on the Green tại sân vận động O.co Coliseum ở Oakland, California, Bonham và các thành viên hỗ trợ ban nhạc bị bắt giữ sau khi một nhân viên thuộc ban tổ chức của Bill Graham bị hành hung trong lúc ban nhạc trình diễn. Buổi diễn ngày hôm sau ở Oakland trở thành buổi diễn cuối cùng của Led Zeppelin tại quốc gia này. Hai ngày sau đó, khi nhận phòng tại khách sạn trong khu người Pháp ở New Orleans để chuẩn bị cho buổi diễn ngày 30 tháng 7 ở sân vận động Louisiana Superdome, Plant nhận được tin sốc khi con trai 5 tuổi của anh, Karac, qua đời vì bị sốt virus dạ dày. Phần còn lại của tour diễn lập tức bị hủy bỏ, dẫn tới nhiều nghi ngại cho tương lai của ban nhạc.

#### Cái chết của Bonham và tan rã: 1978–1980
Tháng 11 năm 1978, cả nhóm tiến hành thu âm tại phòng thu Polar Studios ở Stockholm, Thụy Điển. Thành quả thu được là album In Through the Out Door với nhiều âm thanh thể nghiệm, và một lần nữa nhận được những đánh giá trái chiều từ giới chuyên môn và người hâm mộ. Tuy nhiên, album vẫn giành được vị trí quán quân tại Anh và Mỹ ngay trong tuần thứ hai kể từ ngày phát hành. Không lâu sau đó, toàn bộ những album từng được phát hành của Led Zeppelin đồng loạt trở lại Billboard 200 trong khoảng thời gian từ 27 tháng 10 tới 3 tháng 11 năm 1979.
Tháng 8 năm 1979, sau 2 buổi diễn khởi động ở Copenhagen, Led Zeppelin liền chuẩn bị cho 2 buổi diễn tại Liên hoan âm nhạc Knebworth trước khoảng 104.000 khán giả trong đêm diễn đầu tiên. Ngay lập tức một tour diễn châu Âu ngắn ngày được ban nhạc lên kế hoạch cho tháng 6 và 7 năm 1980 với nội dung đơn giản không bao gồm bất cứ đoạn solo hay ngẫu hứng kéo dài nào, Ngày 27 tháng 6 trong buổi diễn tại Nuremberg, chương trình buộc phải kết thúc giữa chừng khi Bonham ngất xỉu ngay trên sân khấu và buộc phải cấp cứu tại bệnh viện. Báo chí sau đó cho rằng việc ngất xỉu này là hậu quả của thói nghiện rượu và sử dụng chất kích thích kéo dài của anh, nhưng ban nhạc chỉ bình luận rằng anh đơn giản bị kiệt sức.
Tour diễn vòng quanh Bắc Mỹ đầu tiên của họ kể từ năm 1977 được dự định bắt đầu từ ngày 17 tháng 10 năm 1980. Ngày 24 tháng 9, Bonham được trợ lý của Led Zeppelin, Rex King, chở tới tập luyện cùng ban nhạc tại phòng thu Bray Studios. Bonham được yêu cầu nghỉ để ăn sáng, song thay vào đó anh uống 4 cốc vodka (khoảng 16 tới 24 oz.) cùng một chiếc bánh mỳ. Ngay sau khi cắn miếng bánh mỳ, anh quay sang người trợ lý và nói "bữa sáng đây". Anh tiếp tục uống rất nhiều trên đoạn đường tới phòng thu. Buổi tập kéo dài tới tận tối, và tất cả cùng nghỉ ngơi tại nhà riêng của Page, Old Mill House ở Clewer, Windsor. Khoảng nửa đêm, Bonham khi đó đã buồn ngủ, được mọi người đưa về giường. Khoảng 1:45 sáng, Benji LeFevre (quản lý tour mới của Led Zeppelin) và John Paul Jones phát hiện ra Bonham đã qua đời. Nguyên nhân cái chết được kết luận là do ngạt dung dịch trào ngược; khám nghiệm tử thi còn tìm thấy một lượng lớn ma túy trong người của anh. Bonham được hỏa táng ngày 10 tháng 10 năm 1980, và tro của anh được rải quanh nhà thờ St Michael ở Rushock, gần Droitwich, Worcestershire. Những kết luận cuối cùng về cái chết của anh được công bố qua một bản điều tra vào ngày 27 tháng 10.
Kế hoạch đi tour Bắc Mỹ của Led Zeppelin buộc phải hủy bỏ, cho dù nhiều tin đồn rằng Cozy Powell, Carmine Appice, Barriemore Barlow, Simon Kirke hay Bev Bevan sẽ được mời thay thế. Ban nhạc lập tức quyết định giải tán. Trong thông cáo báo chí chính thức ngày 4 tháng 12 năm 1980, ban nhạc viết: "Chúng tôi mong mọi người hiểu rằng sự ra đi của người bạn thân thiết, và cảm giác không thể bị chia cắt mà chúng tôi và quản lý có thể cảm nhận được, đã buộc chúng tôi phải quyết định rằng không thể tiếp tục trong tình trạng hiện nay." Dòng chữ được ký đơn giản "Led Zeppelin" khi kết thúc.

### Hậu tan rã

#### Thập niên 1980

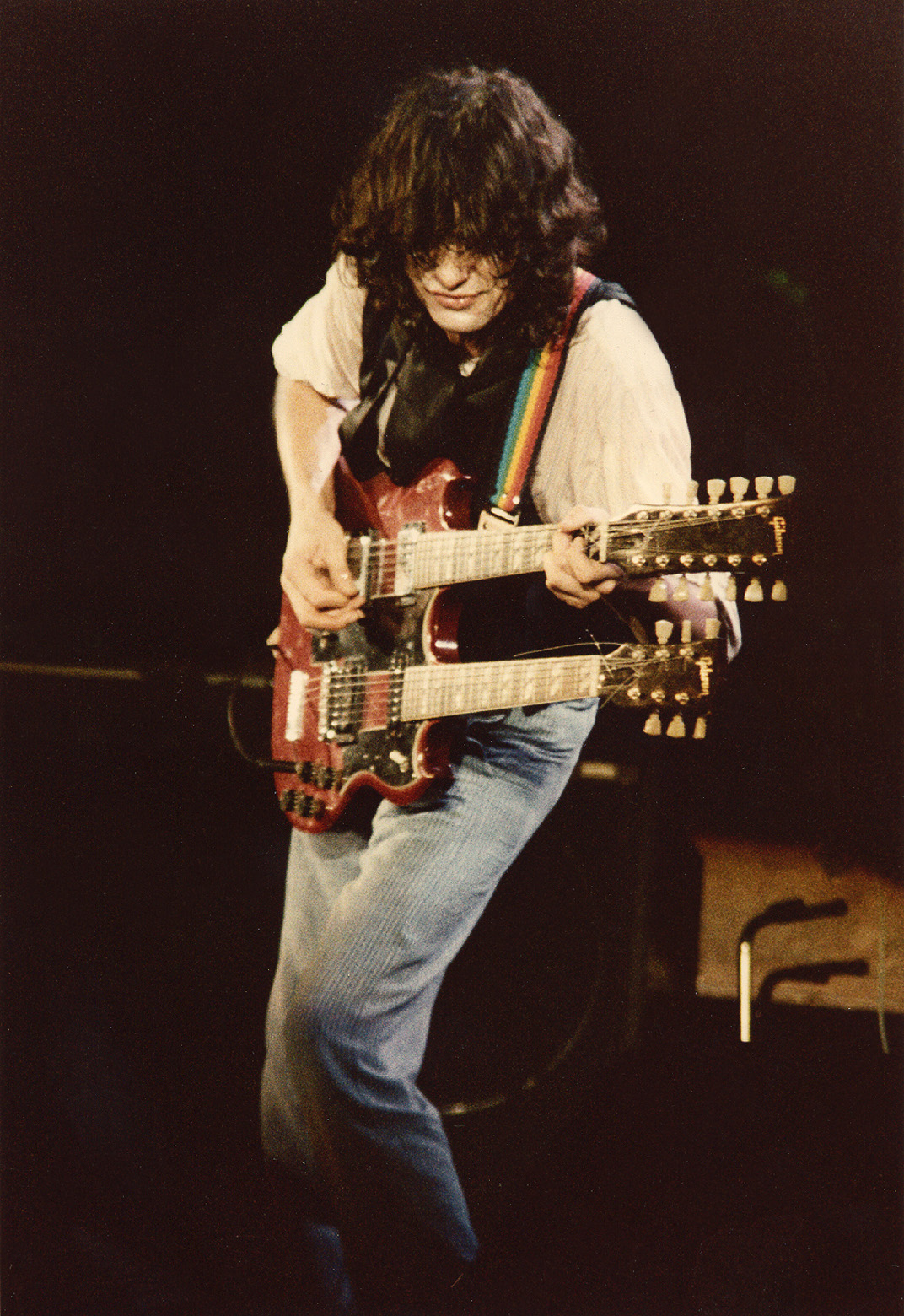
Page trên sân khấu Cow Palace ở Daly City, California năm 1983

Sau khi Led Zeppelin tan rã, dự án cá nhân đầu tiên của một cựu thành viên là ban nhạc The Honeydrippers do Plant thành lập vào năm 1981. Họ chỉ cho phát hành một album duy nhất vào năm 1984. Ban nhạc có Page chơi guitar lead, ngoài ra còn có rất nhiều nghệ sĩ là bạn thân thiết của họ như Jeff Beck, Paul Shaffer và Nile Rodgers. Plant muốn tập trung xây dựng một hình ảnh hoàn toàn khác với Led Zeppelin khi muốn họ chơi nhạc standard với R&B, điển hình là bản hát lại ca khúc "Sea of Love", giành được vị trí thứ ba tại Billboard 200 vào đầu năm 1985.
Album Coda bao gồm những bản thu và giai điệu chưa từng được phát hành của Led Zeppelin được ra mắt vào tháng 11 năm 1982. Album bao gồm hai ca khúc thu âm trực tiếp từ buổi diễn ở Royal Albert Hall từ năm 1970, hai ca khúc thu âm từ thời kỳ Led Zeppelin III và Houses of the Holy và ba ca khúc từ thời kỳ In Through the Out Door. Album cũng đưa vào đoạn chơi trống của Bonham với phần hiệu ứng của Page và được đặt tên là "Bonzo's Montreux".
Ngày 13 tháng 7 năm 1985, Page, Plant và Jones tái hợp trên sân khấu của chương trình Live Aid tại sân vận động John F. Kennedy, Philadelphia bên cạnh các tay trống Tony Thompson và Phil Collins và cây bass Paul Martinez. Collins từng cộng tác với Plant trong hai album solo đầu tiên, còn Martinez từng là thành viên nhóm Band of Joy cùng Plant và Bonham. Phần trình diễn được đánh dấu bởi việc thiếu đồng nhất do thiếu tập luyện trước giữa hai tay trống, Page thì gặp vấn đề với chiếc guitar chỉnh dây sai tông và monitor gặp trục trặc, trong khi giọng của Plant thì bị khàn đặc. Page miêu tả buổi diễn "quá xấu hổ", trong khi Plant thì gọi đó là "sự tàn nhẫn".
Ba thành viên cùng nhau tái hợp một lần nữa vào ngày 14 tháng 5 năm 1988 trong lễ kỷ niệm 40 năm thành lập hãng Atlantic Records với Jason Bonham chơi trống. Kết quả thu được lại là một buổi trình diễn thất vọng khác khi Plant và Page tranh cãi dữ dội việc có nên thể hiện "Stairway to Heaven" hay không, và phần chơi keyboard của Jones thậm chí còn không nghe thấy được qua chất lượng vô tuyến truyền hình. Page gọi đây là "một sự thất vọng ghê gớm" còn Plant thì nói "buổi diễn là một sai lầm".

#### Thập niên 1990

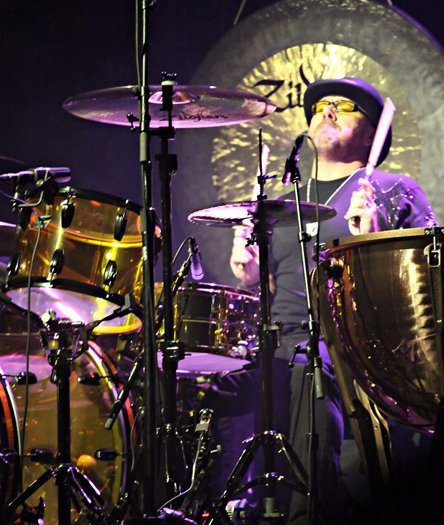
Jason Bonham là người trực tiếp thay thế cha chơi trống trong các lần tái hợp ban nhạc vào năm 1985, 1995 và 2007

Led Zeppelin Boxed Set được chỉnh âm theo ý của Page ra mắt vào năm 1990, góp tăng thêm những ủng hộ đối với ban nhạc và giảm bớt những tranh cãi giữa các thành viên về việc tái hợp. Sản phẩm này bao gồm một số ca khúc chưa từng được phát hành, như bản hát lại ca khúc "Travelling Riverside Blues" của Robert Johnson. Ca khúc này đạt vị trí số bảy tại bảng xếp hạng Album Rock Tracks của Billboard. Năm 1992, "Immigrant Song"/"Hey, Hey, What Can I Do" được phát hành dưới dạng đĩa đơn tại Mỹ. Led Zeppelin Boxed Set 2 được ra mắt vào năm 1993. Hai bản box set trên tổng hợp tất cả các sản phẩm phòng thu của ban nhạc, theo kèm là một số bản thu trực tiếp quý giá.
Năm 1994, Page and Plant tái hợp trong chương trình "UnLedded" dài 90 phút của kênh MTV. Thành quả thu được là album No Quarter: Jimmy Page and Robert Plant Unledded với nhiều ca khúc của Led Zeppelin được biên tập lại, theo kèm là tour diễn vòng quanh thế giới ngay trong năm sau. Có lời đồn rằng đây là thời điểm có những rạn nứt trong lòng ban nhạc khi Jones không hề biết về kế hoạch tái hợp này.
Năm 1995, Led Zeppelin được vinh danh tại Đại sảnh Danh vọng Rock and Roll bởi Steven Tyler và Joe Perry từ nhóm Aerosmith. Jason và Zoë Bonham cũng có mặt để thay mặt cho người cha đã khuất của mình. Trong buổi lễ trao giải, những rạn nứt trong lòng ban nhạc đã được khẳng định khi Jones nói: "Cám ơn những người bạn của tôi, vì cuối cùng các anh cũng nhớ tới số điện thoại của tôi!", dẫn tới những ánh mắt kinh ngạc và khó xử từ Page và Plant. Sau đó, họ cùng nhau chơi nhạc cùng Tyler và Perry, với Jason Bonham chơi trống, tiếp theo đó có sự tham gia của cả Neil Young, và lần này là Michael Lee chơi trống.
Năm 1997, Atlantic Records cho phát hành bản chỉnh sửa đĩa đơn "Whole Lotta Love" tại Anh và Mỹ. Đây cũng là đĩa đơn duy nhất mà Led Zeppelin cho phát hành tại quê hương của mình và đạt vị trí xếp hạng số 21. Tới tháng 11, họ cho ra mắt Led Zeppelin BBC Sessions với 2 đĩa được thu âm trong giai đoạn 1969 và 1971. Page and Plant tiếp tục cho phát hành sản phẩm mới có tên Walking into Clarksdale vào năm 1998 với nhiều chất liệu mới. Tuy nhiên vì doanh thu quá thất vọng, bộ đôi liền giải tán trước khi thực hiện tour diễn tại Úc.

#### Thập niên 2000–nay

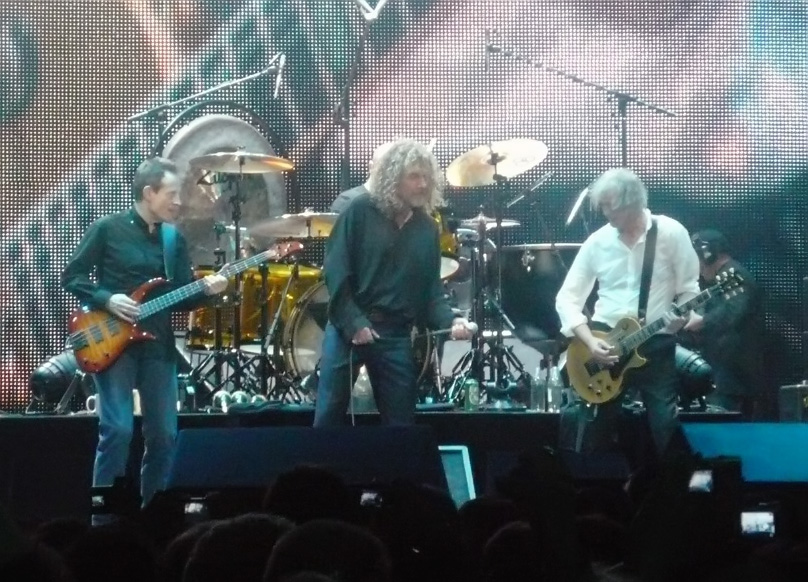
Led Zeppelin tái hợp trên sân khấu O2 Arena ở London năm 2007

Năm 2003, 2 DVD thu âm trực tiếp được ra mắt đó là How the West Was Won và Led Zeppelin DVD, tổng hợp những buổi trình diễn kéo dài tận 6 giờ đồng hồ và trở thành DVD bán chạy nhất lịch sử. Tháng 7 năm 2007, Atlantic/Rhino và Warner Home Video giới thiệu 3 sản phẩm mới của Led Zeppelin sẽ được đồng loạt ra mắt vào tháng 11. Đầu tiên là album tuyển tập Mothership với 24 ca khúc tiêu biểu nhất sự nghiệp ban nhạc, tiếp theo là bản chỉnh sửa album soundtrack The Song Remains the Same với nhiều chất liệu mới, và một DVD trực tiếp mới nữa. Led Zeppelin cũng cho phép người nghe thưởng thức sản phẩm của mình qua hình thức tải kỹ thuật số và trở thành ban nhạc rock lớn đầu tiên thực hiện điều này.
Ngày 10 tháng 12 năm 2007, Led Zeppelin tái hợp trong buổi diễn tưởng niệm Ahmet Ertegun tại sân vận động O2 Arena ở London, với Jason Bonham là người chơi trống toàn bộ chương trình. Theo Sách Kỷ lục Guinness năm 2009, đây chính là "Buổi diễn có số lượng người yêu cầu vé lớn nhất" với hơn 20 triệu người đăng ký mua vé qua mạng internet. Giới chuyên môn đánh giá rất cao buổi diễn và khắp nơi đều có những lời suy đoán về khả năng tái hợp chính thức của ban nhạc. Nhiều tin đồn cho rằng Page, Jones và Jason Bonham đã lên kế hoạch đi tour và chuẩn bị cho dự án mới của Led Zeppelin. Plant tiếp tục lưu diễn cùng Alison Krauss vào tháng 9 năm 2008 nên không thể đi tour cùng nhóm. Page và Jones cũng nhắm tới một số ca sĩ tên tuổi để thay thế Plant, như Steven Tyler của Aerosmith, hay Myles Kennedy của Alter Bridge, song tới tháng 1 năm 2009, họ tuyên bố dự án chính thức bị hủy bỏ. Bộ phim biên tập lại buổi diễn Celebration Day được công chiếu vào ngày 17 tháng 10 năm 2012, và được bày bán chính thức vào ngày 19 tháng 11. Bộ phim đạt doanh thu 2 triệu USD ngay trong đêm chiếu đầu tiên, và album trực tiếp theo kèm đạt vị trí số 4 và 9 lần lượt tại Anh và Mỹ. Sau khi ra mắt bộ phim, Page tiết lộ rằng ông đang thực hiện chỉnh âm lại toàn bộ danh sách đĩa nhạc của Led Zeppelin. Sản phẩm hoàn tất và ra mắt vào tháng 6 năm 2014, theo kèm nhiều bonus track.

## Phong cách âm nhạc
Âm nhạc của Led Zeppelin có nguồn gốc từ nhạc blues. Những nghệ sĩ nhạc blues gạo cội người Mỹ như Muddy Waters và Skip James đều xuất hiện trong 2 album đầu tay của ban nhạc, bên cạnh phong cách country blues dễ thấy từ Howlin' Wolf. Các ca khúc được viết chủ yếu theo 12-hợp-âm-nhạc-blues trong hầu hết các album phòng thu, trong khi bản thân nhạc blues ảnh hưởng chính tới cả giai điệu lẫn ca từ của ban nhạc. Họ cũng chịu ảnh hưởng tới từ các nghệ sĩ folk kiểu mới từ Anh, Mỹ và cả âm nhạc Celtic. Nghệ sĩ guitar người Scotland Bert Jansch đã ảnh hưởng rất lớn tới Page, giúp Page chơi nhiều hơn "open tuning" cũng như tạo ra những đoạn gằn dữ dội. Ban nhạc cũng vay mượn nhiều thể loại âm nhạc khác như world music, rock 'n' roll, jazz, nhạc đồng quê, funk, soul và reggae, đặc biệt kể từ album Houses of the Holy.
Những chất liệu chính trong 2 album đầu tiên của Led Zeppelin được phát triển từ những giai điệu kinh điển của blues và folk. Phương pháp này giúp họ pha trộn giai điệu và ca từ giữa những ca khúc và ấn bản khác nhau, từ đó giúp họ định hình nên các đoạn chuyển, tạo nên những chất liệu mới song cũng khiến họ bị nhiều lời quy kết cho hành động đạo nhạc cũng như vi phạm bản quyền. Phần giai điệu thường được viết trước, đôi lúc với sự hỗ trợ của ca từ và từ đó giúp họ viết nên những ấn bản khác nhau của ca khúc. Kể từ khi chuyển tới Bron-Yr-Aur vào năm 1970, bộ đôi sáng tác Page và Plant đã chiếm vai trò chủ đạo khi Page sáng tác nên phần nhạc, chủ yếu qua chiếc đàn acoustic, trong khi Plant là người viết lời chính cho ban nhạc, Jones và Bonham bổ sung thêm các chất liệu khi chơi nháp hoặc trong phòng thu, góp phần giúp ca khúc phát triển. Vào giai đoạn sau của sự nghiệp, Page dần lùi về trong khả năng sáng tác, trong khi Jones trở nên ngày một quan trọng trong vai trò sản xuất âm nhạc khi chủ yếu sáng tác cùng keyboard. Plant đôi lúc còn viết nên phần lời trước khi Page và Bonham phát triển phần của mình.
Phần ca từ thời kỳ đầu của ban nhạc chủ yếu được xây dựng từ những chi tiết blues và folk, nhiều lúc được trộn giữa các ca khúc khác nhau. Nhiều ca khúc được viết theo những chủ đề lãng mạn, thất tình hay ham muốn tình dục vốn rất phổ thông trong nhạc pop, rock và blues. Nhiều phần ca từ, đặc biệt trong những ca khúc được xây dựng trên nhạc blues, được phỏng theo cảm hứng ghét việc kết đôi. Trong Led Zeppelin III, họ đưa thêm những yếu tố của thần bí học và thần học trong âm nhạc của mình, nhất là khi Page bắt đầu có thêm những mối quan tâm về thần thoại và lịch sử. Những yếu tố trên chủ yếu phản ánh mối quan tâm của Page tới những chuyện thần bí, dẫn tới việc quy kết các ca khúc của họ có nội dung là lời nhắn tới Satan, nhiều trong số đó bị đồn đại có chứa những thông tin ngầm, vốn luôn bị ban nhạc và giới chuyên môn bác bỏ. Susan Fast cho rằng khi Plant vẫn là người viết lời chính cho ban nhạc, nội dung của các ca khúc chủ yếu nói lên những suy nghĩ của ông về phong trào phản văn hóa thập niên 1960 ở bờ Tây nước Mỹ. Ở nửa sau sự nghiệp ban nhạc, ca từ của Plant mang nhiều nét tự sự, ít lạc quan hơn với nhiều trải nghiệm và câu chuyện cá nhân.
Theo nhà nghiên cứu âm nhạc Robert Walser, "Âm thanh của Led Zeppelin nổi bật bởi tốc độ và sức mạnh, thứ nhịp nền khác biệt, đối lập với thứ năng lượng dồn dập cùng với chất giọng rên rỉ của Robert Plant và tiếng đàn mạnh mẽ, rành rọt mà uyển chuyển của Jimmy Page". Những yếu tố trên sau này được coi là nguyên gốc của thể loại hard rock và heavy metal, và họ thường được miêu tả là "một ban nhạc heavy metal điển hình", cho dù từng thành viên luôn lảng tránh vấn đề này. Rất nhiều lời ngợi ca đã được dành cho những đoạn riff uyển chuyển kinh điển trong "Whole Lotta Love" và "The Wanton Song". Nhiều đoạn riff không được ghi đè y hệt bởi guitar, bass hay trống, thay vào đó là giai điệu và nhịp biến đổi, chẳng hạn như ca khúc "Black Dog" thậm chí đã thay hoàn toàn sang nhịp khác. Cách chơi guitar của Page pha trộn những yếu tố của nhạc blues cùng với các thể loại âm nhạc phương Đông. Cách Plant sử dụng nhịp nhàng các tiếng thét thường được so sánh với kỹ thuật của Janis Joplin. Kỹ năng chơi trống của Bonham được nhấn mạnh bởi sức mạnh, phách nhanh, đặc biệt là những nhịp cực nhanh với trống bass. Khả năng chơi bass của Jones gây chú ý qua tính giai điệu, trong khi cách chơi keyboard của ông đã bổ sung tính cổ điển cho âm nhạc của Led Zeppelin.
Page nhấn mạnh rằng ông từng muốn Led Zeppelin tạo nên thứ âm nhạc "sáng và tối". Quan điểm này trở nên rõ ràng hơn qua album Led Zeppelin III khi ban nhạc sử dụng thuần thục các nhạc cụ mộc. Nó được phát triển mạnh mẽ hơn trong album thứ tư, đặc biệt trong "Stairway to Heaven" khi ca khúc được mở đầu bằng giai điệu của guitar acoustic và kết thúc bởi tiếng trống mạnh và âm thanh các nhạc cụ điện. Càng về cuối sự nghiệp, họ càng hướng về thứ giai điệu dịu nhẹ hơn và progressive hơn qua tiếng keyboard của Jones. Họ cũng gia tăng việc xây dựng những phần nền nhạc khác nhau cùng cải tiến kỹ thuật, trong đó có thu âm đa-băng và ghi đè guitar. Sự phát triển của họ trong khai thác năng lượng cũng như tổng thể hòa âm cũng dễ thấy qua việc sản xuất từng phong cách cá nhân vượt trên bất cứ một thể loại nhạc cụ thể nào. Ian Peddie cho rằng họ "...ồn ào, mạnh mẽ và thường xuyên dữ dội, song âm nhạc của họ cũng có tính châm biếm, tự họa và tinh tế tột đỉnh."

## Tôn vinh

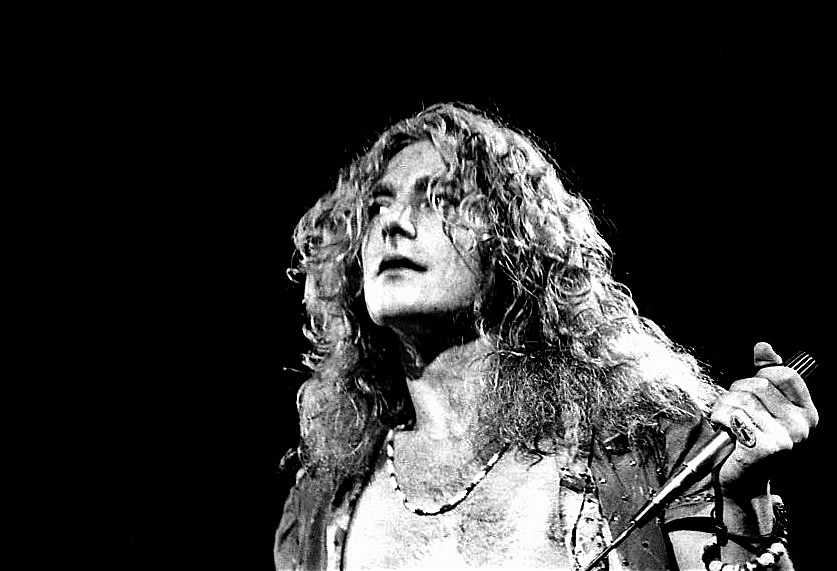
Giọng hát và kỹ thuật của Plant vô cùng ảnh hưởng trong lịch sử nhạc rock, từng được độc giả tạp chí Rolling Stone là "Ca sĩ hát chính vĩ đại nhất mọi thời đại"

Led Zeppelin được coi là một trong những ban nhạc rock thành công nhất, cách tân nhất và ảnh hưởng nhất lịch sử nhạc rock. Nhà phê bình Mikal Gilmore nói: "Led Zeppelin – tài năng, phức tạp, day dứt, đẹp đẽ và nguy hiểm – tạo nên một trong những đội hình và những buổi trình diễn thành công nhất của thế kỷ 20, cho dù họ luôn muốn áp đảo mọi thứ, ngay cả với chính họ."
Led Zeppelin ảnh hưởng lớn tới những ban nhạc hard rock và heavy metal, bao gồm Deep Purple, Black Sabbath, Rush, Queen và Megadeth, ngoài ra còn cả các nhóm progressive metal như Tool và Dream Theater. Họ cũng gây ảnh hưởng tới các ban nhạc punk và post-punk như Ramones và The Cult. Họ cũng mang đến những đóng góp quan trọng cho làn sóng alternative rock, gọi là "âm thanh Zeppelin" chủ đạo từ giữa thập niên 1970, được nhắc tới qua các ban nhạc The Smashing Pumpkins, Nirvana, Pearl Jam và Soundgarden. Rất nhiều nghệ sĩ khác cũng thừa nhận ảnh hưởng từ Led Zeppelin, có thể kể tới Madonna, Shakira, Lady Gaga và Katie Melua.
Led Zeppelin cũng được tôn vinh trong việc làm thay đổi bản chất của ngành công nghiệp âm nhạc, đặc biệt trong việc khai thác những album mang phong cách phương Đông (AOR), ngoài ra là phong cách arena rock. Năm 1988, John Kalodner – A&R của hãng Geffen Records – nhận xét: "Với tôi, ngay sau The Beatles, họ là ban nhạc có ảnh hưởng nhất với lịch sử âm nhạc. Họ thay đổi cách ta ghi âm lại âm nhạc, những chương trình phát thanh và cả các buổi hòa nhạc AOR. Họ thậm chí tạo nên mặc định AOR trên sóng phát thanh với "Stairway to Heaven" và có những bản hit thậm chí còn không lọt vào Top 40. Họ là những người đầu tiên trình diễn thành công tại những sân vận động khổng lồ, hầu hết đều cháy vé và không sử dụng các thiết bị hỗ trợ nào. Người ta có thể làm được như họ, nhưng không ai có thể vượt qua họ." Andrew Loog Oldham – nhà sản xuất và quản lý tour của The Rolling Stones – cũng có những nhận xét tương tự về cách mà Led Zeppelin ảnh hưởng tới ngành công nghiệp âm nhạc, cũng như cách mà những buổi hòa nhạc rock lại có thể thành công trước một lượng khán giả khổng lồ.

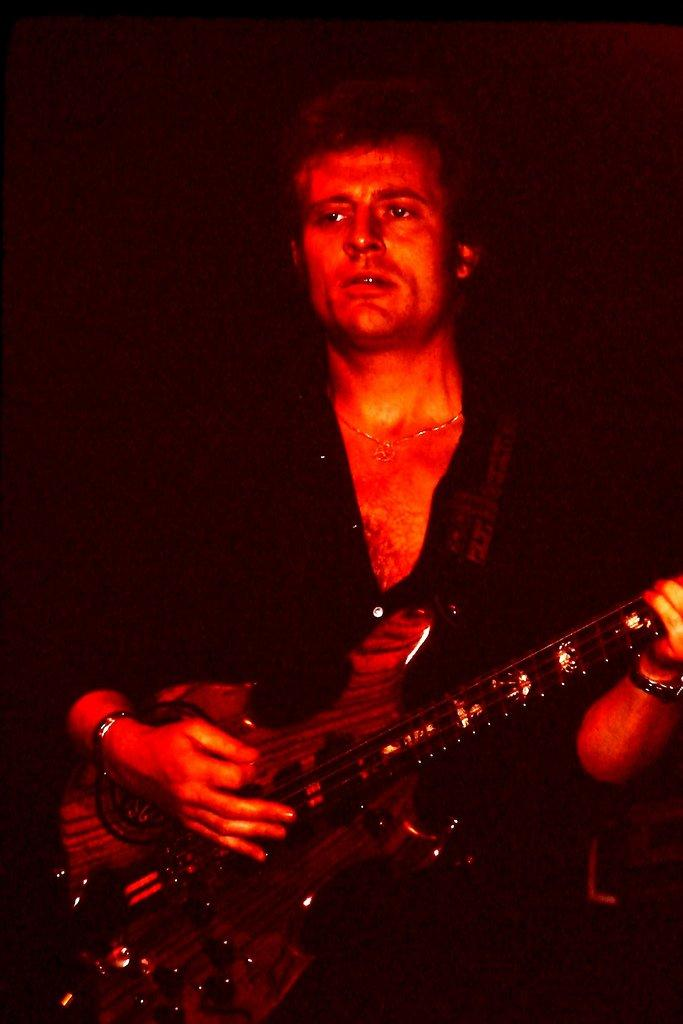
Jones trên sân khấu Mannheim, Đức năm 1980

Một số nguồn thống kê rằng ban nhạc bán được hơn 200 triệu đĩa trên toàn thế giới, số khác lại cho rằng con số trên vượt qua mức 300 triệu, trong đó có 111,5 triệu đĩa chỉ riêng tại Mỹ. Theo RIAA, Led Zeppelin là ban nhạc có số đĩa bán chạy thứ hai, và là nghệ sĩ có số đĩa bán chạy thứ tư tại Mỹ, và là một trong số ba nghệ sĩ duy nhất có ít nhất bốn album đạt chứng chỉ Kim cương. Led Zeppelin cũng là một trong những nghệ sĩ có nhiều bootleg nhất lịch sử nhạc rock.
Led Zeppelin cũng là nghệ sĩ có ảnh hưởng lớn tới văn hóa quần chúng. Jim Miller, biên tập viên của ấn phẩm Rolling Stone Illustrated History of Rock & Roll, nhận xét: "Ở một mức độ nào đó, Led Zeppelin hiện thân tinh hoa của thời kỳ psychedelic thập niên 1960 khi gián tiếp đưa rock tới sự lôi cuốn nhạy cảm." Họ cũng được coi là những người đặt nền móng của phong cách cock rock nam tính và dữ dằn, cho dù vấn đề này còn gây nhiều tranh luận. Phong cách thời trang của họ cũng tạo nên nhiều cảm hứng; Simeon Lipman, quản lý phòng văn hóa quần chúng tại nhà đấu giá Christie's, bình luận: "Led Zeppelin có ảnh hưởng lớn tới ngành thời trang khi mọi thứ xung quanh họ đều trở nên cuốn hút, và công chúng đều muốn sở hữu chúng." Họ chính là những người đi đầu trào lưu tóc xù mà những nhóm glam metal thập niên 1980 như Mötley Crüe và Skid Row bắt chước. Nhiều nghệ sĩ khác phỏng theo những chi tiết trên trang phục, đồ trang sức hay kiểu tóc của Led Zeppelin, với ống xòe và áo phông chẽn điển hình như Kings of Leon, với tóc xù và áo phông bó sát điển hình như Jack White của The White Stripes, hay với chiếc khăn lụa, mũ mềm và quần bò thêu ren như Sergio Pizzorno của Kasabian.

## Giải thưởng và danh hiệu

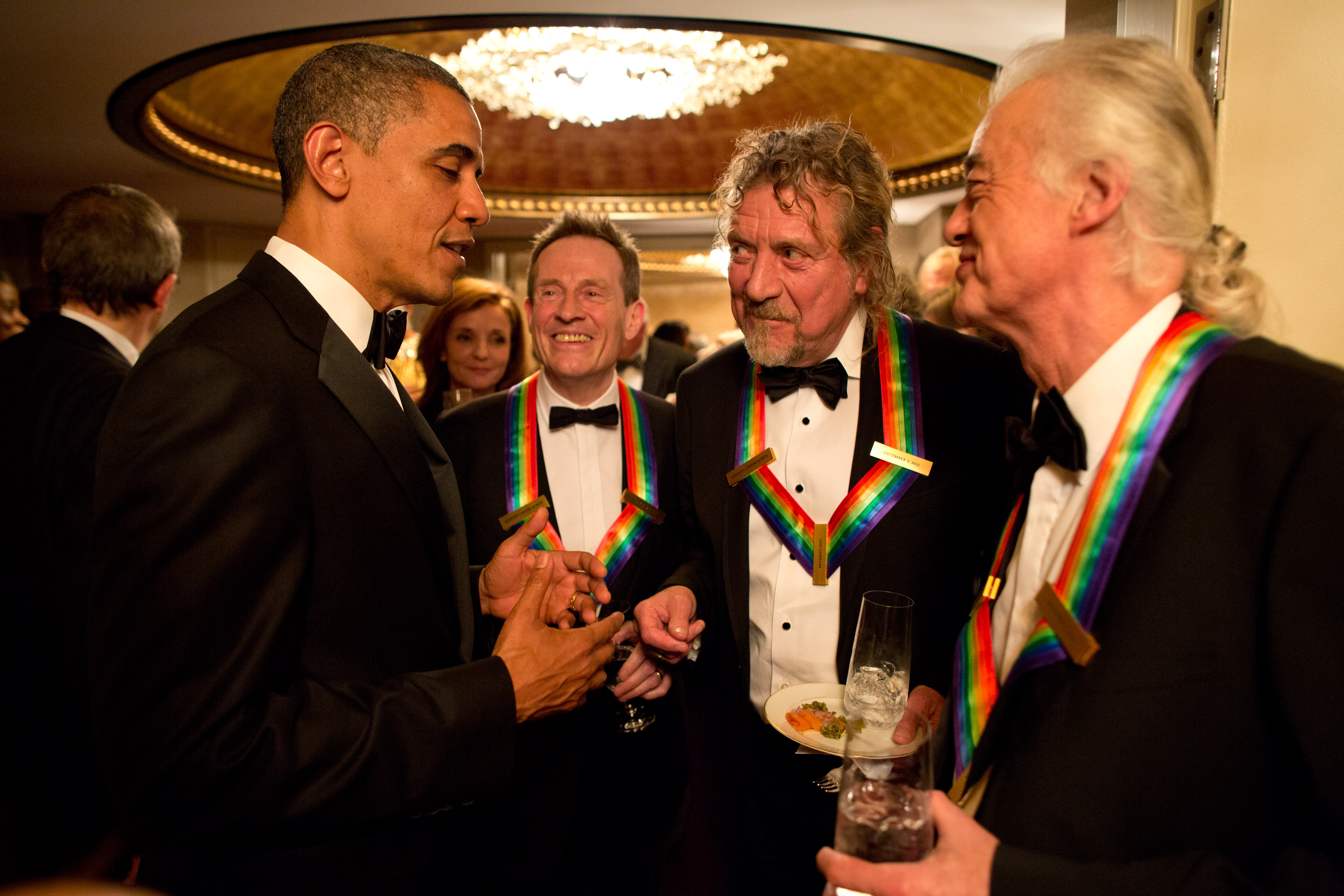
Tổng thống Mỹ Obama trò chuyện cùng Led Zeppelin trong buổi lễ tôn vinh Kennedy Center Honours năm 2012

Led Zeppelin giành được vô số giải thưởng và danh hiệu xuyên suốt sự nghiệp của mình. Họ có tên tại Đại sảnh Danh vọng Rock and Roll vào năm 1995 và Đại sảnh Danh vọng Âm nhạc Anh quốc vào năm 2006. Họ được trao Giải thưởng Âm nhạc Mỹ vào năm 2005 và Giải Âm nhạc Bắc cực vào năm 2006. Ngoài ra họ có được Giải Grammy Thành tựu trọn đời vào năm 2005, trong đó bốn album của họ được đưa vào Đại sảnh Danh vọng Grammy. Ban nhạc có được năm album đạt chứng chỉ Kim cương, 14 album đa Bạch kim, bốn album Bạch kim và một album Vàng tại Mỹ, năm album đa Bạch kim, sáu album Bạch kim, một album Vàng và bốn album Bạc tại Anh. Ngoài năm album được góp mặt trong danh sách "500 album vĩ đại nhất", tạp chí Rolling Stone còn xếp Led Zeppelin ở vị trí số 14 trong danh sách "100 nghệ sĩ vĩ đại nhất" của họ vào năm 2004.
Năm 2005, Page được vinh dự nhận danh hiệu OBE từ Hoàng gia Anh vì những hoạt động từ thiện, và tới năm 2009, Plant được trao danh hiệu CBE vì những cống hiến cho nền âm nhạc quần chúng. Ban nhạc được xếp ở vị trí cao nhất trong danh sách "100 nghệ sĩ hard rock" của kênh VH1 cũng như danh sách "50 nghệ sĩ trình diễn trực tiếp xuất sắc nhất" của tạp chí Classic Rock. Led Zeppelin cũng là ban nhạc rock vĩ đại nhất theo bình chọn của đài BBC Radio 2. Họ được trao giải Ivor Novello cho những cống hiến cho nền âm nhạc Anh ngay năm 1977, và sau đó giải Thành tựu trọn đời vào năm 1997. Họ cũng nhận giải thưởng "Ban nhạc trình diễn xuất sắc nhất" vào năm 2008 bởi tạp chí Mojo cho lần tái hợp vào năm 2007, với lời tựa "ban nhạc rock and roll vĩ đại nhất mọi thời đại". Cả ba thành viên còn sống của Led Zeppelin (Page, Plant và Jones) đều được tôn vinh tại giải thưởng Kennedy Center Honours vào năm 2012.

## Danh sách đĩa nhạc
- Led Zeppelin (1969)
- Led Zeppelin II (1969)
- Led Zeppelin III (1970)
- Led Zeppelin IV (1971)
- Houses of the Holy (1973)
- Physical Graffiti (1975)
- Presence (1976)
- In Through the Out Door (1979)
- Coda (1982)

## Thành viên
Thành viên chính thức
- Jimmy Page – guitar (1968–80; 1985, 1988, 1995, 2007).
- Robert Plant – hát chính (1968–80; 1985, 1988, 1995, 2007).
- John Paul Jones – bass, keyboard (1968–80; 1985, 1988, 1995, 2007).
- John Bonham – trống (1968–80).

Nghệ sĩ khách mời trình diễn trực tiếp
- Tony Thompson – trống (1985).
- Phil Collins – trống (1985).
- Paul Martinez – bass (1985).
- Jason Bonham – trống (1988, 1995, 2007).
- Michael Lee – trống (1995).